# ضد جاسوسی (فیلم)
ضد جاسوسی (به انگلیسی: Spy Hard) فیلمی کمدی محصول سال ۱۹۹۶ و به کارگردانی ریک فریدبرگ است. در این فیلم که نقیضه‌ای بر سری‌فیلم‌های جیمز باند به‌شمار می‌رود، بازیگرانی همچون لسلی نیلسن، نیکولت شریدان، چارلز دارنینگ، مارسیا گی هاردن، بری باستویک، اندی گریفیت، جان آلس، الیا باسکین، میسون گمبل، استفانی رومانوف، ری چارلز، هالک هوگان، رابرت کالپ، فابیو لانزونی، رابرت گویلام، پت موریتا، تالیسا سوتو، آقای تی، تیلور نگرون، کلاید کوساتسو، کورتیس آرمسترانگ، مایکل بریمن، ادی دیزن، بوروس گری، جان کسیر، توی ترانگ ایفای نقش کرده‌اند.